# Spirit 101C
Der Spirit 101C war ein Rennwagen des britischen Motorsportteams Spirit Racing, der in der Formel-1-Weltmeisterschaft 1984 zu einem Rennen gemeldet wurde, wegen zu langer Qualifikationszeiten aber nicht an den Start gehen durfte. Der 101C war eine improvisierte Abwandlung des Spirit 101B, mit dem das Team regulär an der Weltmeisterschaft 1984 teilnahm. Im Gegensatz zum 101B war der 101C mit einem Saugmotor von Cosworth ausgestattet.

## Entstehungsgeschichte

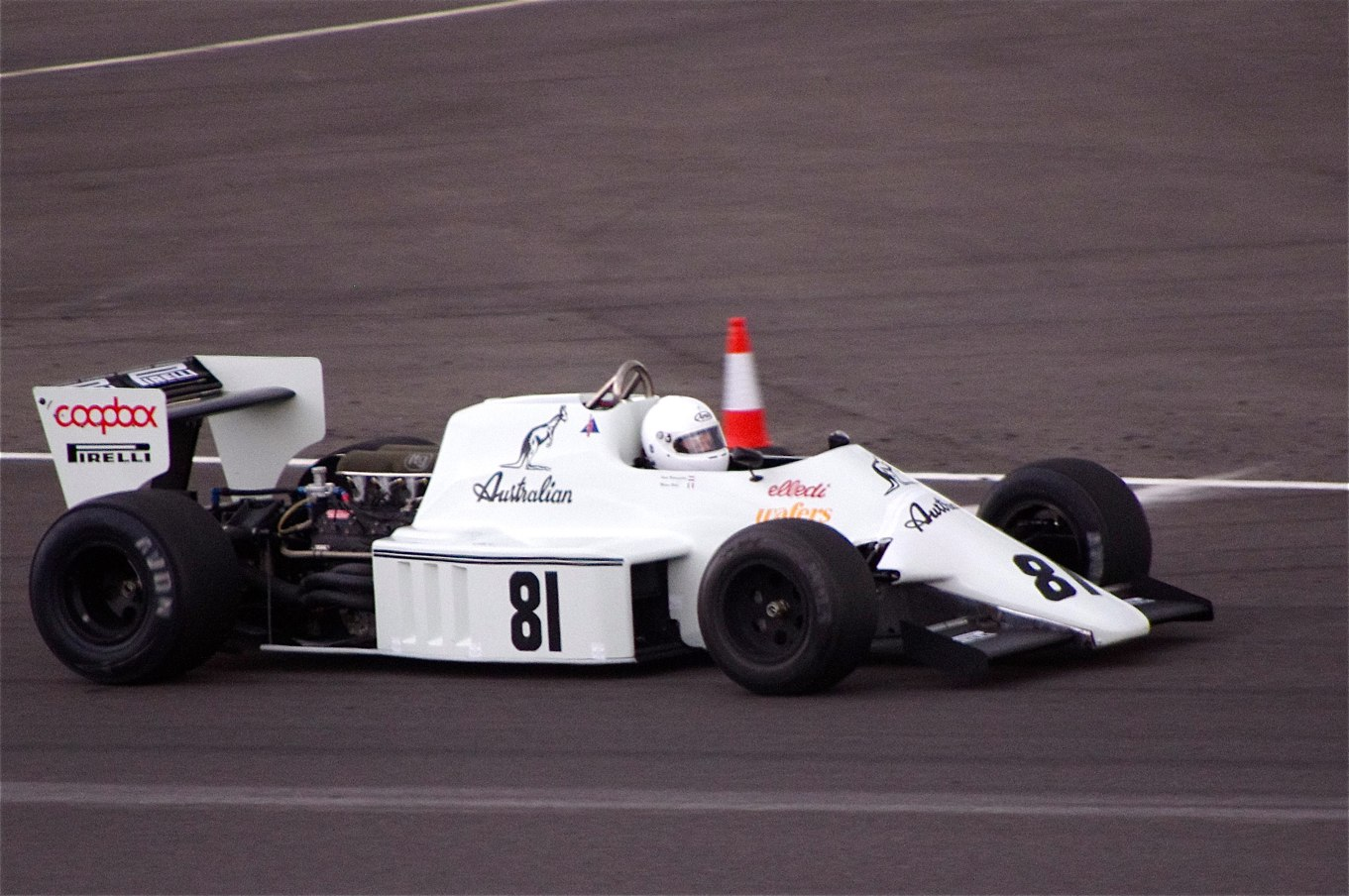
Ausgangsmodell: Spirit 101B

Spirit Racing war 1981 von ehemaligen Mitarbeitern des Rennwagenherstellers March Engineering gegründet worden. Ziel des Unternehmens war es, den japanischen Motorenhersteller Honda in die Formel 1 zu bringen. Nach einer Debütsaison in der Formel-2-Europameisterschaft 1982, in der Spirit ein selbst entwickeltes Chassis und Motoren von Honda eingesetzt hatte, erschien das Team beim Großen Preis von Großbritannien 1983 mit neu konstruierten Honda-Turbomotoren (Honda 163E V6) in der Formel-1-Weltmeisterschaft. Spirit diente Honda dabei als Entwicklungsstation; die Renneinsätze der Saison 1983 machten auf den Rennfahrer Stefan Johansson den Eindruck von reinen Testläufen. Für die Saison 1984 wechselte Honda entgegen den Hoffnungen von Spirit Racing exklusiv zum Spitzenteam Williams. Spirit fuhr 1984 stattdessen mit vergleichsweise leistungsschwachen Turbomotoren von Hart, die Honda finanzierte. Einsatzfahrzeug war in diesem Jahr der Spirit 101B, dessen Basisversion das Team ursprünglich als Spirit 101 für Honda-Motoren konstruiert hatte und der nach Anpassungen an Harts Vierzylinderblöcke zur B-Version geworden worden war.
Zum Großen Preis der USA Ost im Juni 1984 erhielt Spirit keine Motoren von Hart. In der Literatur wird dies allgemein auf einen Lieferengpass bei Hart zurückgeführt. Ausgelöst durch einen Streik deutscher Metallarbeiter, habe Harts Zulieferer Mahle nicht genügend Kolben produzieren können, sodass Hart nicht für alle Kundenteams rennfertige Motoren bereitstellen konnte. Andere Quellen spekulieren, dass Spirit mit der Bezahlung der Hart-Motoren in Rückstand geraten sei und Hart daraufhin seine Vierzylinder zurückgehalten habe.
Spirit reagierte auf das Ausbleiben der Hart-Motoren mit einem vorübergehenden Wechsel auf Cosworth-Saugmotoren. In der Woche zwischen dem Großen Preis von Kanada und dem Großen Preis der USA Ost in Detroit bauten der technische Direktor Gordon Coppuck und die Spirit-Mechaniker einen der beiden verfügbaren 101B so weit um, dass das Chassis einen Cosworth-DFV-Motor aufnehmen konnte. In dieser Ausführung erhielt der Wagen die Bezeichnung Spirit 101C. Er gehörte mit den beiden Tyrrell 012 und dem Arrows A6 zu den vier Autos, die zu diesem Rennen nicht mit Turbomotoren ausgerüstet waren. Der 101C wurde nur zu diesem einen Rennen gemeldet. Nach dem Detroit-Wochenende wurde er wieder auf die 101C-Konfiguration zurückgebaut.

## Modellbeschreibung
Der Spirit 101C basiert auf dem ersten der beiden 101B (101B/1), der im Januar 1984 fertiggestellt und Anfang Juni 1984 durch den neu aufgebauten, marginal überarbeiteten 101B/2 ersetzt worden war. Das Fahrwerk, das Monocoque und die Verkleidung des 101B übernahm der 101C unverändert. Neu waren die Aufhängung des Motors, das Arrangement der Wasser- und der Ölkühler sowie die Gestaltung der Seitenkästen. Anstelle der hohen und weit nach vorn reichenden Seitenkästen des 101B hatte der 101C eine kurze Seitenverkleidung, die im Bereich des Motors stark abfiel. Die Kühllufteinlässe waren wesentlich kleiner als beim 101B. 
Antriebsquelle war ein Cosworth-DFV-Saugmotor mit 3,0 Liter Hubraum, den Spirit aus Restbeständen von Arrows erhielt. Die Kraftübertragung übernahm ein handgeschaltetes Fünfganggetriebe von Hewland.

## Rennen

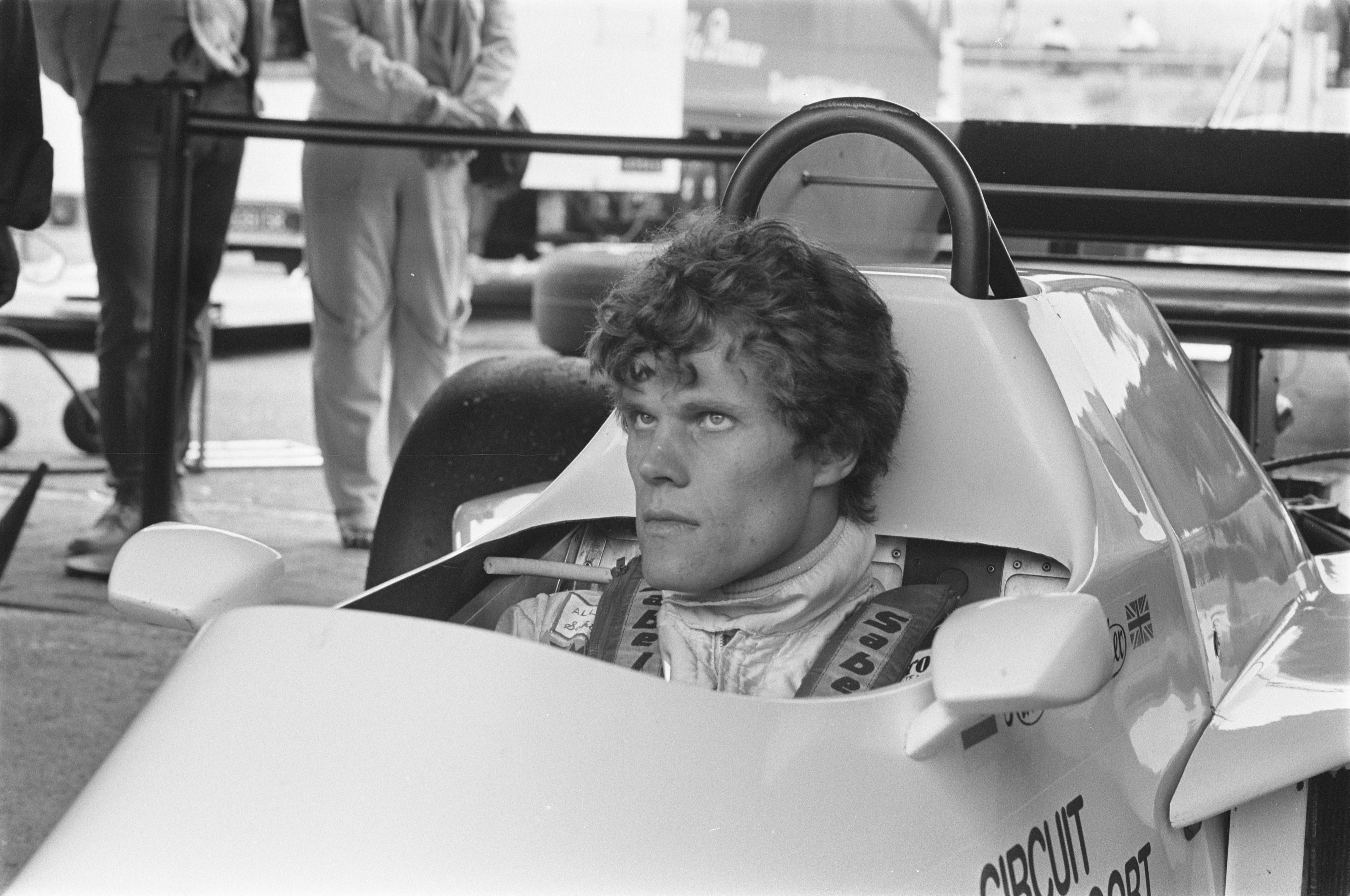
Huub Rothengatter in einem Spirit (1984)

Der Spirit 101C wurde zum Großen Preis der USA Ost 1984 für den niederländischen Rennfahrer Huub Rothengatter gemeldet, der eine Woche zuvor in Kanada für Spirit sein Formel-1-Debüt gegeben hatte. Rothengatter hatte vor den offiziellen Trainingssitzungen keine Gelegenheit, den 101C zu testen. Das Qualifikationstraining am Samstag vor dem Rennen verlief chaotisch: Zunächst verzögerte sich Spirits Teilnahme am Training durch einen sich selbst aktivierenden Feuerlöscher, dann klemmte das Getriebegestänge. Im Laufe des Trainings kamen Defekte am Motor hinzu: unter anderem lief der Cosworth-DFV zuletzt nur noch auf vier Zylindern. Am Ende erreichte Rothengatter eine Bestzeit von 1:49,955 Minuten. Damit war er der langsamste Fahrer des Feldes und nicht zum Rennen qualifiziert. Piercarlo Ghinzani, der letzte qualifizierte Fahrer, war mit seinem turbogetriebenen Osella-Alfa Romeo im Qualifying mehr als eine Sekunde schneller, Marc Surer im Arrows A6, der ebenfalls einen Cosworth-Saugmotor einsetzte, war mehr als drei Sekunden schneller. Rothengatters Rückstand auf die Polezeit von Nelson Piquet (Brabham BT53-BMW) betrug nahezu neun Sekunden.

## Resultate
| Fahrer                          | Nr. | 1 | 2 | 3 | 4 | 5 | 6 | 7 | 8   | 9 | 10 | 11 | 12 | 13 | 14 | 15 | 16 | Punkte | Rang |
| ------------------------------- | --- | - | - | - | - | - | - | - | --- | - | -- | -- | -- | -- | -- | -- | -- | ------ | ---- |
| Formel-1-Weltmeisterschaft 1984 |     |   |   |   |   |   |   |   |     |   |    |    |    |    |    |    |    | 0      | –    |
| H. Rothengatter                 | 21  |   |   |   |   |   |   |   | DNQ |   |    |    |    |    |    |    |    | 0      | –    |

| Legende  | Legende            | Legende                                                          |
| Farbe    | Abkürzung          | Bedeutung                                                        |
| -------- | ------------------ | ---------------------------------------------------------------- |
| Gold     | –                  | Sieg                                                             |
| Silber   | –                  | 2. Platz                                                         |
| Bronze   | –                  | 3. Platz                                                         |
| Grün     | –                  | Platzierung in den Punkten                                       |
| Blau     | –                  | Klassifiziert außerhalb der Punkteränge                          |
| Violett  | DNF                | Rennen nicht beendet (did not finish)                            |
| Violett  | NC                 | nicht klassifiziert (not classified)                             |
| Rot      | DNQ                | nicht qualifiziert (did not qualify)                             |
| Rot      | DNPQ               | in Vorqualifikation gescheitert (did not pre-qualify)            |
| Schwarz  | DSQ                | disqualifiziert (disqualified)                                   |
| Weiß     | DNS                | nicht am Start (did not start)                                   |
| Weiß     | WD                 | zurückgezogen (withdrawn)                                        |
| Hellblau | PO                 | nur am Training teilgenommen (practiced only)                    |
| Hellblau | TD                 | Freitags-Testfahrer (test driver)                                |
| ohne     | DNP                | nicht am Training teilgenommen (did not practice)                |
| ohne     | INJ                | verletzt oder krank (injured)                                    |
| ohne     | EX                 | ausgeschlossen (excluded)                                        |
| ohne     | DNA                | nicht erschienen (did not arrive)                                |
| ohne     | C                  | Rennen abgesagt (cancelled)                                      |
| ohne     | keine WM-Teilnahme |                                                                  |
| sonstige | P/fett             | Pole-Position                                                    |
| sonstige | 1/2/3/4/5/6/7/8    | Punktplatzierung im Sprint-/Qualifikationsrennen                 |
| sonstige | SR/kursiv          | Schnellste Rennrunde                                             |
| sonstige | *                  | nicht im Ziel, aufgrund der zurückgelegten Distanz aber gewertet |
| sonstige | ()                 | Streichresultate                                                 |
| sonstige | unterstrichen      | Führender in der Gesamtwertung                                   |